# Humphrey Gilbert
Humphrey Gilbert (condado de Devon, Inglaterra, ca. 1539 – desaparecido en el Atlántico, 9 de septiembre de 1583) fue un militar, explorador y parlamentario británico, que sirvió a la Corona inglesa durante el reinado de Isabel I. Fue uno de los pioneros de la colonización británica. Era hermano por parte de madre de Walter Raleigh.

## Biografía
Humphrey Gilbert nació en el condado Devon, segundo hijo de Otho y Katherine Champernowne Gilbert. Sus hermanos, John y Adrian Gilbert, y sus medio hermanos maternos, Carew y Walter Raleigh, fueron figuras destacadas de los reinados de Isabel I y Jacobo I. Su madre era sobrina de Kat Ashley, dama de compañía de la reina Isabel y fue quien introdujo a los jóvenes en la Corte.
Humphrey estudió en Eton, y en la Universidad de Oxford, donde estudió francés, español, historia militar y navegación. Entre 1560 y 1561 se estableció en Londres, con la intención de convertirse en abogado.
Participó en la primera guerra de religión en Francia, en la que fue herido en 1563 en el sitio de El Havre, Normandía. En 1566 combatió en Irlanda, a las órdenes del que sería su mentor, el representante de la corona Henry Sidney contra Shane O'Neill; allí sirvió como miembro del parlamento irlandés, siendo nombrado caballero en 1569 y contribuyó a la creación de asentamientos ingleses en el Úlster.

### Carrera en Irlanda

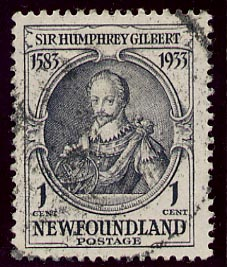
Sello de Gilbert.

Tras el asesinato de O'Neill, Gilbert regresó a Irlanda en 1569, y fue nombrado para el lucrativo puesto de gobernador del Úlster, formando parte del Parlamento de Irlanda. Al poco tiempo solicitó a William Cecil, secretario de la reina, el regreso a Inglaterra —"para la curación de mis ojos"— aunque manteniendo sus ambiciones en Irlanda. En abril de 1569 propuso la creación de una presidencia y un consejo para la provincia de Munster y la creación de un asentamiento en las cercanías de Baltimore, en el condado de Cork, que fue aprobado por el consejo de Dublín. Al mismo tiempo, y junto con Thomas Smith y Henry Sidney, estudió la posibilidad de colonizar el Úlster con colonos procedentes de Devonshire.
Las decisiones de Gilbert influyeron en el estallido de la primera de las rebeliones de Desmond. Peter Carew, primo suyo, se enfrentó a la poderosa familia Butler de Ormond por un asunto de herencias en el sur de Leinster. Thomas Butler, jefe de la familia, era un poderoso noble anglo irlandés con importantes influencias en la corte de la reina Isabel y el poder de uno y la autoridad legal del otro acabaron por degenerar en enfrentamiento armado.
Gilbert, ansioso por tomar parte, marchó hacia el oeste con sus tropas para unirse a Peter Carew después de que este último hubiera conquistado la baronía de Idrone, en el condado de Carlow. Tras derrotar a Edmund Butler, hermano del conde que se hallaba en Inglaterra, la violencia se extendió rápidamente por toda la provincia cuando los Geraldines de Desmond se rebelaron y se unieron a los Butler. Gilbert fue nombrado coronel por Sidney y se lanzó a la persecución del rebelde James Fitzmaurice Fitzgerald.
Los Geraldines fueron expulsados de Killmallock, pero regresaron a sitiar a Gilbert, que consiguió romper finalmente el cerco, aunque estuvo a punto de morir en combate. Después, marchó sin oposición por territorio rebelde, recuperando Kerry y consiguiendo tomar numerosos castillos sin ayuda de la artillería.
Durante su campaña, no dio cuartel a sus enemigos y pasó por la espada a todos los prisioneros, incluidos mujeres y niños, lo que creó un clima de terror que explica, en parte, su éxito en la toma de fortalezas, que serían abandonadas de inmediato ante su presencia. Como parte de esta estrategia de terror, ordenó la decapitación de numerosos prisioneros, cuyas cabezas colocó creando un pasillo que llevaba a su tienda, al igual que haría John Perrot pocos años después.
Entretanto, el conde de Ormond había regresado de Inglaterra, y ordenado a sus hermanos el fin de la rebelión, lo que dejó muy debilitada la causa de los Geraldines. En diciembre de 1569, Gilbert fue ordenado caballero por Henry Sidney. FitzMaurice, aunque se vio obligado a refugiarse en los bosques, continuó en rebeldía, y solo un mes después de que Gilbert retornara a Inglaterra saqueó Killmalock exterminando a la guarnición.

### Parlamentario y aventurero
En 1570 regresó a Inglaterra, donde se casó con Anne Aucher y fue elegido parlamentario por Plymouth. Durante este periodo se dedicó también al estudio de la alquimia en compañía de Thomas Smith. En 1572 Gilbert dirigió su atención a los Países Bajos, donde luchó sin éxito en una campaña al mando de una fuerza de 1 500 hombres en apoyo de los denominados mendigos del mar contra la Corona española. Entre 1572 y 1578 abandonó el ejército y se dedicó a la escritura. En 1573 presentó a la reina Isabel I una propuesta para la creación de una academia en Londres, que finalmente fue puesta en práctica por Thomas Gresham con el nombre de Gresham College. Gilbert también estuvo presente en la creación de la Society of the New Art junto a lord Burghley y Robert Dudley, conde de Leicester, que poseían un laboratorio de alquimia en Limehouse.

### Regreso a Irlanda
En el verano de 1579, Gilbert y Walter Raleigh recibieron el encargo de William Drury, lord Diputado de Irlanda, de atacar por tierra y mar a su viejo enemigo, el rebelde irlandés James Fitzmaurice Fitzgerald, e interceptar una flota española de ayuda que esperaban los rebeldes de Munster. En ese momento Gilbert tenía tres buques bajo su mando: el Anne Ager, de 250 toneladas, the Relief y la Squirrell de 10 toneladas. Este último barco, una pequeña fragata, era conocida por haber completado el viaje de ida y vuelta a América en tres meses.
Para cumplir esta misión, Gilbert zarpó en junio de 1579, después de un período de mal tiempo, se perdió en Land's End por la niebla y las fuertes lluvias, un incidente que le hizo perder la confianza de la reina. Su flota fue arrastrada hacia el golfo de Vizcaya, y pronto los barcos españoles arribaron al puerto de Dingle y se reunieron con los rebeldes. En octubre, logró llegar al puerto de Cobh en Munster.

### El paso del Noroeste
Gilbert fue uno de los principales defensores de la existencia de un paso del Noroeste hacia la tierra de Catai (actual China), conocida por los relatos de Marco Polo en el siglo XIII. Gilbert elaboró un detallado informe replicando los argumentos presentados por los defensores de un paso por el noreste. Durante el verano de 1566, Gilbert y su principal antagonista, Anthony Jenkinson, discutieron sobre las cuestiones claves de las rutas polares ante la reina Isabel. Para Gilbert, cualquier paso por el nordeste sería demasiado peligroso; "el aire está tan oscurecido por nieblas y brumas tan cerca del polo que ningún hombre puede ver bien como para guiar su barco o dirigir su curso". Por lógica, debía existir un paso por el noroeste, afirmó Gilbert. Cristóbal Colón había partido en busca de América con muchas menos pruebas. Era imperativo para Inglaterra conquistar y colonizar nuevas tierras, desafiando así el dominio ibérico.
Las afirmaciones de Gilbert tuvieron repercusión y consiguió organizar una expedición financiada principalmente por el mercader londinense Michael Lok. El intrépido Martin Frobisher fue nombrado capitán y partió de Inglaterra en junio de 1576, pero no tuvo éxito en su búsqueda. Regresó a Londres el 9 de octubre, con una piedra negra y un inuit y fue recibido con gran alegría y sorpresa, ya que se le daba por desaparecido. Además, el esquimal y su extraña canoa causaron sensación, aunque este falleció pronto a causa de un resfriado. Frobisher había prometido entregar a Lok la primera cosa que encontrase de interés, y había llevado una «pieza de una piedra negra». Se hicieron ensayos con ella, aunque solo uno de los cuatro expertos consultados, un italiano llamado Agnello, creía que del mineral podría extraerse oro: los demás pensaban que se trataba de marquesita. Sin embargo, los partidarios de Frobisher, dirigidos por Lok y la Muscovy Company, utilizaron esa evaluación para presionar en favor de la inversión para realizar otro viaje, que hizo al año siguiente.

### Terranova
Tras el cese de Ormond como lord teniente de Irlanda en la primavera de 1581, parecía claro que Gilbert sería nombrado presidente de la provincia de Munster. En ese momento, ocupaba un puesto en el Parlamento por Queenborough, Kent, pero su atención estaba en América del Norte, donde esperaba conquistar territorios para la Corona inglesa.
La patente de exploración que la Corona le había concedido en 1578 estaba a punto de expirar cuando, en 1583, consiguió por fin recaudar el dinero suficiente para iniciar una expedición. Estos inversores, católicos ingleses en su mayor parte, se veían perseguidos por las leyes penales contra los recusantes y obligados a exiliarse en Europa continental; por eso les atraía la perspectiva de una aventura americana, especialmente cuando la oferta de Gilbert incluía la ocupación de 36 000 km² de tierra en torno al río Norumbega, que serían parcelados bajo su dirección (aunque, en última instancia, propiedad de la corona).
El proyecto finalmente no fructificó —en parte por la insistencia del Consejo Privado de que los inversores pagaran sus multas por recusación antes de la partida, en parte por los esfuerzos del clero católico y de los agentes españoles por evitar la interferencia inglesa en América— pero Gilbert logró hacerse a la mar con una pequeña flota de 5 buques en junio de 1583. Las tripulaciones estaban compuestas en su mayoría de criminales y piratas y, pese a los problemas de indisciplina, la flota consiguió alcanzar la Isla de Terranova.

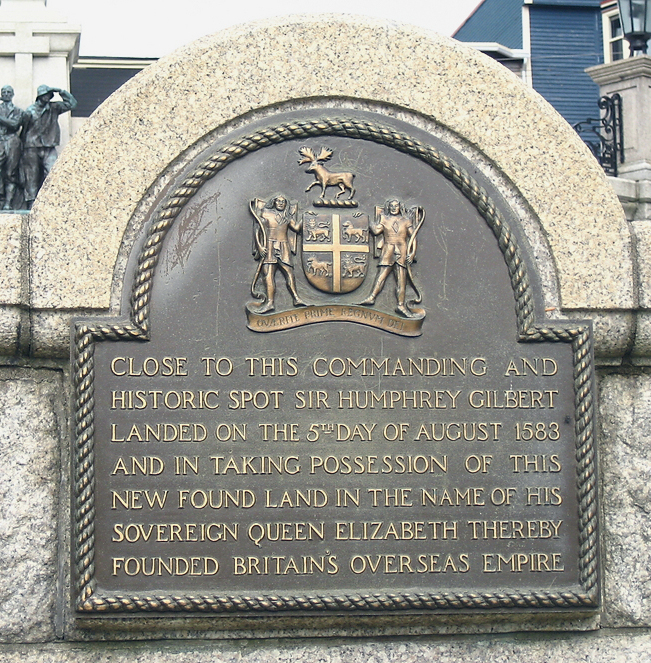
Placa que conmemora la fundación del Imperio Británico por Gilbert

A su llegada al puerto de San Juan de Terranova, Gilbert fue retenido por una flota de pesqueros dirigida por el almirante del puerto debido a que uno de sus capitanes estaba acusado de piratería contra un barco portugués en 1582. Una vez solucionado el problema, Gilbert exhibió su patente y tomó posesión formal de Terranova (incluyendo las tierras situadas 200 leguas al norte y al sur) para la Corona inglesa el 5 de agosto de 1583. Asimismo, reclamó su autoridad sobre los establecimientos pesqueros de San Juan y estableció un impuesto sobre los pescadores que faenaban en los cercanos grandes bancos de Terranova
Al cabo de algunas semanas, volvió a partir con su flota, al no poder fundar un establecimiento permanente por falta de suministros. Durante su viaje de vuelta, Gilbert insistió en navegar en la Squirrel. Ordenó un controvertido cambio de rumbo, lo que provocó que uno de los barcos encallara, posiblemente en los bancos de arena del oeste de Isla Sable.
Tras discutir con Edward Hayes y William Cox, capitán y contramaestre del Golden Hind, Gilbert decidió partir el 31 de agosto. El viento era favorable y pronto se encontraron en mar abierto. Gilbert se había herido en un pie y el 2 de septiembre se subió al Golden Hind para hacerse una cura y estudiar con los otros capitanes el viaje de vuelta, tras lo que regresó a la Squirrell. Tras una fuerte tormenta, volvió el buen tiempo: Gilbert aprovechó para regresar al Golden Hind y parlamentar con Hayes; pese a que Hayes insistía en que la pequeña fragata era insegura y estaba sobrecargada, Gilbert regresó nuevamente a ella.
El 9 de septiembre, el Squirrell estuvo a punto de naufragar, aunque se salvó en última instancia. A medianoche, las luces de la fragata se apagaron y el vigía del Golden Hind gritó "han lanzado al General". El Squirrel` se había hundido con todos sus hombres, aproximadamente a la altura de las islas Azores, recientemente conquistadas por España.

## Legado
Gilbert fue padre de Ralegh Gilbert, que se convertiría en el segundo al mando de la colonia Popham, fundada en 1607 y abandonada al año siguiente en Phippsburg (Maine). Humphrey Gilbert, como muchos de sus contemporáneos, fue a la vez aventurero, escritor, soldado y marinero. Destacó por su iniciativa y su originalidad, aunque no tuvo éxito, pero sus esfuerzos y tácticas de colonización ejercieron una gran influencia. La experiencia irlandesa resultó totalmente desastrosa, pero la aventura americana finalmente fructificó. La ocupación formal de Terranova se realizó en 1610, pero el hecho más importante fue la reconcesión a Walter Raleigh de la patente de Gilbert en 1584, gracias a la que Raleigh ocupó brevemente la isla Roanoke, desde donde se realizó la primera colonización inglesa de Norteamérica.